# Phaenoserphus viator
Phaenoserphus viator is een vliesvleugelig insect uit de familie van de Proctotrupidae. De wetenschappelijke naam van de soort is voor het eerst geldig gepubliceerd in 1839 door Haliday.